# FLASH PAPA
『FLASH PAPA』（フラッシュ・パパ）は、日本の音楽ユニットである電気グルーヴの2枚目のオリジナル・アルバム。
1991年4月10日にソニー・ミュージックレコーズのトレフォートレーベルからリリースされた。メジャーレーベルでのファースト・アルバムであり、インディーズレーベルにおいてリリースされた前作『662 BPM BY DG』（1990年）よりおよそ10か月ぶりにリリースされた。作詞は石野卓球およびピエール瀧が担当し、作曲は石野およびCMJKが担当している。
レコーディングはイングランドのマンチェスターにて行われ、ヒプノトーンのトニー・マーティンなど現地のミュージシャン6名がプロデューサーとして参加している。日本からデモテープのみを持参していたため、現地においてすべての音を1から打ち込みによって再現しており、また石野はデジタル・レコーディングを望んでいたが現地の機材では不可能なためアナログ・レコーディングとなったこと、さらにアナログシンセサイザーを多用したことが結果として正解であったと述べている。
本作はオリコンアルバムチャートにおいて最高位第33位となった。後に至るまで演奏されている「ウィー・アー」、「カフェ・ド・鬼」、「電気ビリビリ」などの他、人生 (ZIN-SÄY!) 時代の楽曲「生ゴミ王2」のリメイク版である「生ゴミOH2」も収録されている。当初シングル候補曲としてリリースが予定されていた「N.O.」（1994年）の収録が見送られた結果、本作からは1曲もシングルカットされていない。

## 背景
電気グルーヴは結成後に新宿ロフトなどを中心にライブ活動を行っていたが、4回目のライブ後にソニー・レコードから声が掛かり、メジャー・デビューへの道へと進む事となった。当時は第二次バンドブームの最中であったが、それに対し懐疑的に見ていたピエール瀧は「あんなのより電気の方がいい」と考え、メジャー・デビューに対しては前向きに検討していた。当時ビデオの制作会社に就職し仕事が軌道に乗っていた瀧は、自身がデビューに乗り気でないとメンバーに迷惑がかかると考えた結果、会社を退職し電気グルーヴとしての活動に専念することにしたと述べている。その後石野によるインディーズレーベルで1枚リリースしたいという意向を受けて半ば強引にアルバム『662 BPM BY DG』（1990年）をリリースし、その後は本作のためのデモテープ制作を開始した。ほぼ同時期にメンバーの若王子耳夫と高橋嵐が脱退するも、『662 BPM BY DG』リリースと同日の新宿ロフト公演から新メンバーとしてCMJKが加入した。8月27日放送のフジテレビ系バラエティ番組『冗談画報II』（1988年 - 1990年）にて電気グルーヴはテレビ番組初出演となり、司会の泉麻人および桜沢エリカと共演した。
また同時期にラジオで「電気ビリビリ」を聴いたTMNの木根尚登が歌詞に小室哲哉の名が使用されている事に関心を持ち、それを知ったオールナイトニッポンのプロデューサーの仲介により小室から曲のリミックスを依頼される事となった。すでにソニー・ミュージックレコーズとの契約を交わし、本作のレコーディングが開始された後に依頼された案件であったが、TMNのシングル「RHYTHM RED BEAT BLACK (Version 2.0)」（1991年）のカップリング曲「RHYTHM RED BEAT BLACK Version 300000000000」が先にリリースされたため同作にて電気グルーヴはメジャー・デビューを果たす事となった。メジャー・デビューの第一弾が他アーティストによる企画物シングルであることに若干の抵抗感があった石野であったが、電気グルーヴの知名度上昇に繋がったため結果として「やってよかったんじゃないかな」と述べている。当時は様々なメディアに露出するプロモーションが行われたが、新人としては異例のことであったのではないかと瀧は述べており、またラップが珍しい時代であったため誤解されながらも高い注目度を得たとも述べている。同年には「電気グルーヴのキーセンツアー」と題したコンサートツアーを3月27日の大阪アムホール公演から4月1日の渋谷クラブクアトロ公演まで3都市全3公演を実施、同ツアーの模様は「CATV」のミュージック・ビデオに収録されている。

## 録音、制作
本作はマンチェスターに所在するスピリットスタジオにてレコーディングが行われた。同地でのレコーディングが実現した経緯は、レコード会社側からニューヨークかマンチェスターでのレコーディングを打診され、当時ソニー・レコードが所有していたライブハウスでPAを担当していたピーター・ガルピンという人物がマンチェスターの出身であり、電気グルーヴのライブにおいてもPAを担当したことがあったことや、当時マッドチェスター・ブームが巻き起こっており、自身が影響を受けたのがアメリカ合衆国ではなくイギリスの音楽が圧倒的に多かったことも重なり、即断でマンチェスターに決定したと石野は述べている。また最初にニューヨークでのレコーディングを打診されたことについて、石野は電気グルーヴがラップ・グループであると認識されていたことが原因ではないかと推測している。石野は当時まだ海外渡航未経験であり、メンバーで唯一海外渡航経験があったのは瀧のみであったが、現地集合および現地解散であったために海外レコーディングに関しては「敷居は高かった」と述べている。瀧は電気グルーヴの音楽性については当時「こんな音が受け入れられるわけない」と考えており、マンチェスターでのレコーディングが実現したことについて「全然知らない所で自分たちとは価値基準が違うし、やり方も違うし、食べる物も違うその中で、むこうの連中がうちらのデモ・テープを料理してるわけじゃないですか。その様子を見て、自分たちがいかに狭い世界にいるか痛感しましたよね。音に対する真正面から向き合う姿勢、それは圧倒的に足りなかったかなと思わせられましたね」と述べている。
プロデューサーはヒプノトーン所属のトニー・マーティン等の4チームの体制で、曲ごとに各チームとスタジオに入る形でレコーディングが行われた。当初は808ステイト所属のグラハム・マッセイがプロデューサーを担当する予定であったが、本決定する前に808ステイトが売れ出して多忙となったために実現しなかったため、レコーディングの最中に808ステイトのメンバーが謝罪に訪れたという。現地の機材はAKAI professionalのS1000、ローランドのJuno-106、JD-800、TR-909、スタジオエレクトロニクスのMidi-Mini、Atari 1040STなどがあり、マルチトラック・レコーダーがアナログ24トラックであったため作業中にトラック数が不足するため、最終的にはミュージックシーケンサーでリアルタイムで出力した音源と一緒にミックス作業を行うことになり、同じミックスは二度とできない状態になったと石野は述べている。石野は日本において制作したデモテープを持ち込み、現地にてゼロの状態からすべてを制作し直したと述べている。メンバーは日本から機材は一切持ち込んでおらず、またシーケンス・データも所持していなかっために現地ですべて打ち込み直して制作する状態となったが、結果的にその方が良かったと石野は述べている。
現地でのレコーディングに関して石野は「向こうとこっちで決定的に違うのはリズムのグルーヴ感」、「打ち込みに対する姿勢が違う」、「音楽に対する考えも広くなった」など強い影響を受ける事になったと述べている。石野は現地プロデューサーの作法を見て、ブレイクビーツの合わせ方やJuno-106のコード・メモリー機能をサンプリングのように使用するなど学ぶことが多くあったと述べている。また、石野はAtari 1040STの使用方法が分からなかったため、打ち込みは現地のプロデューサーがすべて行っていたと述べている。石野は本来当時の最新機材であったソニーのPCM-3348などを使用するデジタル・レコーディングを望んでいたが、現地の機材では対応できなかったためにアナログ・レコーディングになったと述べている。また、CMJKは石野と同様にプロデューサーと共に音色制作を行っており、プロデューサーから教わる形で作業を行っていたという。瀧はレコーディングの最中にゲームボーイをプレイしていたが、スタジオ作業を見た後に帰国して最初にAtariを購入したのは瀧であったという。また、先述の「RHYTHM RED BEAT BLACK Version 300000000000」の歌詞は本作のレコーディング期間中に作成されたと石野は述べている。前作はデジタルシンセサイザーを主体として制作されていたが、本作でアナログシンセサイザーを使用したことでその必要性を石野は確信、「アナログとデジタルは並列で使えるんだという自信を持てたアルバムでもあります」と述べている。

## 楽曲
1. 「ウィー・アー」 - WE ARE
前作『662 BPM BY DG』（1990年）の収録曲であるが、一部の歌詞を変更した上で再レコーディングされている。また、ミュージック・ビデオが制作されている。
2. 「生ゴミOH2」 - NAMAGOMI OH2
人生時代のミニ・アルバム『バーバパパ』（1988年）収録曲「生ゴミ王2」のリメイクであるが、曲調や歌詞は原曲から大きく改変されている。
3. 「マイアミ天国」 - MIAMI PARADISE
タイトルが示す通りマイアミ・ベース調の楽曲。
4. 「M.O.C.」
英語を多用している日本の音楽界を揶揄する歌詞になっている。歌詞中に米米CLUBや聖飢魔IIに関して言及している部分がある。
5. 「カフェ・ド・鬼」 - CAFE DE ONI
後に複数回に亘ってセルフカバーされることになる楽曲。レコーディング中の出来事については「電気グルーヴ#鬼日」を参照。
6. 「ビコーズ」 - BECAUSE
ミュージック・ビデオが制作されている。
7. 「ラガモン〜証城寺の狸ばやし」 - RAGGAMON
性欲を持て余す男性をテーマとした楽曲。童謡「証城寺の狸囃子」（1925年）がインサートされている。
8. 「CATV」
ミュージック・ビデオが制作されている。歌詞が存在するもののインストゥルメンタルに近い構成となっている。
9. 「Bingo!」
ビンゴを題材とした楽曲。
10. 「電気ビリビリ」 - DENKI BIRIBIRI
前作『662 BPM BY DG』の収録曲であるが、一部の歌詞を変更した上で再レコーディングされている。当初は『662 BPM BY DG』に収録されたバージョンの歌詞をそのまま提出したものの、レコード会社側から「論外だ」と言われたため変更したと瀧は述べている[11]。

## リリース、批評、チャート成績
| 専門評論家によるレビュー | 専門評論家によるレビュー |
| レビュー・スコア         | レビュー・スコア         |
| 出典                     | 評価                     |
| ------------------------ | ------------------------ |
| CDジャーナル             | 肯定的                   |
| TOWER RECORDS ONLINE     | 肯定的                   |

本作は1991年4月10日にソニー・ミュージックレコーズのトレフォートレーベルからCDにてリリースされた。CD帯に記載されたキャッチコピーは「マンチェスターの本物野郎を手玉にとった、これが噂のハウス・ラップ・ユニット」であり、帯の裏には「はずれ」と印刷されている。リリース当日にメンバーは取材で銀座のレコード店を訪れたが、本作はその店には置かれていなかったという。本作収録曲の内、「ビコーズ」「CATV」「ウィー・アー」はミュージック・ビデオが制作されている。「ウィー・アー」のビデオに関しては後年のインタビューにおいて瀧は「寒くて見れないよ」と発言、石野は映像中で瀧が増加して「フエール瀧」と表示される部分について「寒過ぎるっつうの」と酷評している。本作リリースから2年後の1993年5月21日に、本作のリメイク・アルバム『FLASH PAPA MENTHOL』がリリースされている。また、1994年3月21日にはMDにて本作が再リリースされた。
本作からは1曲もシングルカットされていないが、当初の予定では3枚目のシングルとなった「N.O.」（1994年）が本作に収録される予定であり、1枚目のシングルとして同曲がリリースされる予定となっていた。しかしディレクターから「これはいい曲だからタイミングを見て取っておこう」と提案されたため本作への収録が見送られ、後に4枚目のアルバム『VITAMIN』（1994年）において収録されることとなった。また本作からシングルカットが1枚もなかった事に関して、石野は「この頃の音楽産業は景気がよかったから結構イレギュラーなものが許されるというか、むしろ逆にイレギュラーなものこそ知恵を絞ってやるみたいな、そういう時代だった」と述べ、瀧はメジャー資本に入った事で様々な部署のスタッフと親交が深まっていった事で「アイデアもいっぱい出てきて、今なら取捨選択できるようなものであっても当時はとにかく『バカバカしいからそれやっちゃおう』っていうノリで、会社側にもそういう体力があったし、それでカタチになっていった」と述べている。また、この当時にレーベルの代表から「瀧、おもしろいから演歌出せよ」と言われた事から瀧勝としてシングル「人生」が制作される事になった。
本作の完成度に対する評価は肯定的なものとなっており、音楽情報サイト『CDジャーナル』では「期待にたがわぬその出来栄えはメジャー・デビュー盤とはいえ、すでにインディーズ・シーンで輝かしい実績を残してきた彼らなれば当然のこと」と本作の完成度に関して肯定的に評価、音楽情報サイト『TOWER RECORDS ONLINE』では「当時のマンチェ・ブームに乗っかりマンチェスターでレコーディングを敢行」と当時の音楽シーンを考慮した上で、「POP WILL EAT ITSELFや808STATEの影響濃厚な、当時のムーブメントを代表する一枚」と肯定的に評価した。本作はオリコンアルバムチャートにて最高位第33位の登場週数3回で売り上げ枚数は1.7万枚となった。この売り上げ枚数は電気グルーヴのアルバム売上ランキングにおいて第19位となっている。本作は2021年に実施されたねとらぼ調査隊による電気グルーヴのアルバム人気ランキングにおいて第8位、2022年に実施された同ランキングでは第9位となった。

## アートワーク
アルバムタイトルは当初『ヘンタイ夫婦』なども候補に挙がっていたが不採用となり、「フラッシュ」という言葉が候補に挙がった時点で「なにがフラッシュ?」という問いかけに対して「え～と、じゃあパパで!」というような軽いジョークで決定したと石野は述べている。それを受け本作のジャケットには本来渋い中年を起用する予定であったが、スタッフ側の勘違いにより撮影当日に現れたのは「裸の大将」風の坊主頭の若者であったため、仕方なく完成版のジャケットになったという。その後本作のジャケットに関してメンバーは、「背中を向けたオッサンがいてピカーッて光ってる」というニュー・ウェイヴを意識したイメージをスタッフ側に伝えたものの、実際に出来上がってきたものはメンバーのイメージとは大きく異なるものであったという。しかし、メジャーデビュー後まもなくの右も左も分からない状態であったメンバーは修正させる方法が分からず、そのままジャケットとして採用される事となった。ジャケットに本人達の写真が一切使用されていないことに関して、当初周囲からは写真を載せるように要求されたが、石野はデペッシュ・モードのインタビュー中にあった「何年か経って若かった頃の自分達の写真なんか見たくないだろう」という発言に感化されていたため頑なに拒否したという。
さらに人生時代とは打って変わり一切ノーメイクで露出した事に関して、石野は「ある種の仮面みたいなもので自分が守れるかと思ったら、時間が経つにつれて逆に重荷になってくることってあるじゃない。だったらはじめから自然体で出てったほうが楽」と述べ、瀧は「着飾って出ていくとやがては着飾ったものを脱ぐか、エスカレートしてさらに着飾っていくしかないから。そんな気持ち悪いことになるなら最初っから素っ裸のほうがいい」と述べている。2019年に行われた本作に関するインタビューにて、石野は「あらためてひどいジャケットですね（笑）」と述べている。

## ツアー
本作を受けたコンサートツアーは「CALL 266 TOUR」と題し、1991年5月22日の大阪アムホール公演を皮切りに、6月6日の仙台141ホール公演まで8都市全8公演が実施された。6月5日の札幌ベッシーホール公演において、たまたま帰省していた後にメンバーとなる砂原良徳が照明を担当している。また、6月6日のツアー最終公演を以ってCMJKは電気グルーヴから脱退することになった。その後6月23日に大阪フェスティバルホール、28日に日本武道館にて開催されたC+C ミュージック・ファクトリー来日公演のオープニングアクトに電気グルーヴは参加し、日本武道館公演から砂原が正式にメンバーとして加入することになった。当日の公演中に客席の最前列にいた特攻服姿の観客を見つけた石野は砂原に対して「あいつ、見てみろ」と耳打ちをしたものの、砂原は「お前、辞めろ」と聞き間違えて「入った途端に、俺クビ～?」と落胆するという出来事があった。8月1日の日清パワーステーション公演「電気グルーヴ大百科」では歴代メンバーである若王子耳夫および高橋嵐、CMJKが参加し過去のアレンジで楽曲演奏が行われた。8月8日には日清パワーステーションにて瀧を大幅に取り上げた「ピエール瀧の不思議ナイト」が開催されるも、チケットは最後まで売れ残っていたという。8月22日の日清パワーステーション公演「集まれRAVEっ子ナイト」では、本番30分前に理髪店の領収書を経費として処理しようとした瀧に対し石野が激怒、大喧嘩となったため「本番前だからやめて～」と砂原が仲裁に入ったという。

## 収録曲
- CD付属の歌詞カードに記載されたクレジットを参照[21]。

| #         | タイトル                                 | 作詞                 | 作曲               | プロデュース                                                         | 時間  |
| --------- | ---------------------------------------- | -------------------- | ------------------ | -------------------------------------------------------------------- | ----- |
| 1.        | 「ウィー・アー」(WE ARE)                 | 石野卓球、ピエール瀧 | 石野卓球           | ティム・オリバー                                                     | 3:59  |
| 2.        | 「生ゴミOH2」(NAMAGOMI OH2)              | 石野卓球             | 石野卓球           | ダリン・ティッズィ、サイモン・クロンプトン、アンディ・バーキンショウ | 3:49  |
| 3.        | 「マイアミ天国」(MIAMI PARADISE)         | 電気グルーヴ         | CMJK               | トニー・マーティン、サイモン・クロンプトン                           | 4:09  |
| 4.        | 「M.O.C.」                               | 石野卓球             | CMJK               | トニー・マーティン、サイモン・クロンプトン                           | 4:50  |
| 5.        | 「カフェ・ド・鬼」(CAFE DE ONI)          | 石野卓球             | 石野卓球           | ティム・オリバー                                                     | 3:20  |
| 6.        | 「ビコーズ」(BECAUSE)                    | 石野卓球             | 石野卓球           | ダリン・ティッズィ、アンディ・バーキンショウ                         | 3:19  |
| 7.        | 「ラガモン～証城寺の狸ばやし」(RAGGAMON) | 石野卓球、野口雨情   | 石野卓球、中山晋平 | ダリン・ティッズィ                                                   | 3:49  |
| 8.        | 「CATV」                                 | 石野卓球             | 石野卓球           | トニー・マーティン、サイモン・クロンプトン                           | 4:27  |
| 9.        | 「Bingo!」                               | 石野卓球             | 石野卓球、CMJK     | ダリン・ティッズィ                                                   | 4:12  |
| 10.       | 「電気ビリビリ」(DENKI BIRIBIRI)         | 石野卓球             | 石野卓球           | マーク・ホール、ダリン・ティッズィ、アンディ・バーキンショウ         | 5:34  |
| 合計時間: | 合計時間:                                | 合計時間:            | 合計時間:          | 合計時間:                                                            | 41:28 |

## スタッフ・クレジット
- CD付属の歌詞カードに記載されたクレジットを参照[21]。

### 電気グルーヴ
- 石野卓球 – ボーカル、サンプリング
- ピエール瀧 – ボーカル、瀧
- CMJK – シーケンサー、D.J.

### 参加ミュージシャン
- クレア・ドーソン – コーラス（1曲目）
- ジョー – コーラス（1曲目）
- マーク・ホール – キーボード（4,9曲目）
- アジーズ・イブラヒム（英語版） – エレクトリックギター（5, 6曲目）

### 録音スタッフ
- ティム・オリバー – プロデュース、エンジニア
- トニー・マーティン – プロデュース、エンジニア
- サイモン・クロンプトン – プロデュース、エンジニア
- ダリン・ティッズィ – プロデュース、エンジニア
- アンディ・バーキンショウ – プロデュース、エンジニア
- マーク・ホール – プロデュース、エンジニア
- 安部良一 – ディレクター
- ジョン・ブレイケル – プロダクション・マネージメント（マンチェスター）
- ピーター・ガルピン – コーディネーション（マンチェスター）
- 笠井鉄平 – デジタル・マスタリング
- さかもとたかとし – デジタル・エディット

### 美術スタッフ
- 吉田孝 – デザイン
- ブルース・オズボーン – 写真撮影
- 原田真純 – ポラロイド写真
- 川野晶子 – ヘアーメイク
- 青柳光則 – ファットマンズ・スタイリスト

### 制作スタッフ
- 戸井田隆男 – マネージメント
- 坂崎美子 – プロモーション・スタッフ
- 松井恒夫 – プロモーション・スタッフ
- 中山まゆみ – プロモーション・スタッフ
- 畑信弘 – プロモーション・スタッフ
- 金子毅 – プロモーション・スタッフ
- ほんだむつのり – プロモーション・スタッフ
- たなかまりこ – プロモーション・スタッフ
- 谷澤嘉信 – プロモーション・スタッフ
- 中山道彦 – プロモーション・スタッフ
- 石井俊雄 – エグゼクティブ・プロデューサー

## チャート
| チャート         | 最高順位 | 登場週数 | 売上数  | 出典  |
| ---------------- | -------- | -------- | ------- | ----- |
| 日本（オリコン） | 33位     | 3回      | 1.7万枚 | [ 2 ] |

## リリース日一覧
| No. | リリース日    | レーベル                       | 規格         | カタログ番号 | 備考                   | 出典          |
| --- | ------------- | ------------------------------ | ------------ | ------------ | ---------------------- | ------------- |
| 1   | 1991年4月10日 | Sony Records／トレフォート     | CD           | SRCL-1774    |                        | [ 12 ] [ 13 ] |
| 2   | 1994年3月21日 | キューンソニー                 | MD           | KSY2-2010    |                        | [ 22 ]        |
| 3   | 2004年11月4日 | ソニー・ミュージックレーベルズ | AAC-LC       | -            | デジタル・ダウンロード | [ 23 ]        |
| 4   | 2004年11月4日 | ソニー・ミュージックレーベルズ | ロスレスFLAC | -            | デジタル・ダウンロード | [ 24 ]        |